# Viasat Fotboll
Viasat Fotboll est une chaîne de télévision sportive suédoise consacrée au football, faisant partie du bouquet des chaînes sportives offertes par le groupe Viasat. Lancée le 17 octobre 2008 en remplacement de la chaîne scandinave Viasat Sport 2, elle constitue le principal diffuseur du groupe Viasat des grands championnats de football, dont la Ligue des champions de l'UEFA, la Coupe du monde de la FIFA, la Coupe d'Angleterre de football, la Coupe de la Ligue anglaise de football, la Ligue 1 et la Bundesliga.

## Sources
- (en) Cet article est partiellement ou en totalité issu de l’article de Wikipédia en anglais intitulé « Viasat Fotboll » (voir la liste des auteurs).